# Vojtěch Erban
Vojtěch Erban, původním jménem Vojtěch Eckstein (19. srpna 1913 Praha – 28. ledna 1981 Praha), byl český a československý politik Československé sociální demokracie, po roce 1948 Komunistické strany Československa, poslanec Prozatímního a Ústavodárného Národního shromáždění a Sněmovny národů Federálního shromáždění.

## Biografie
V létě roku 1939 odešel z Protektorátu do SSSR, kde se podílel na činnosti československé vojenské jednotky. V této době navázal kontakty se sovětskými tajnými službami.
V letech 1945-1946 byl poslancem Prozatímního Národního shromáždění za ČSSD. Poslancem byl do parlamentních voleb v roce 1946. Po nich se stal poslancem Ústavodárného Národního shromáždění, opět za sociální demokraty. Zde zasedal až do voleb do Národního shromáždění roku 1948. Do zákonodárných sborů se vrátil roku 1971, kdy po volbách v roce 1971 usedl do Sněmovny národů Federálního shromáždění. Setrval zde do voleb v roce 1976.
Po roce 1945 zastával významné funkce v sociální demokracii. Byl zástupcem generálního tajemníka ČSSD. Patřil k levicovému křídlu, nakloněnému spolupráci s KSČ. Během únorového převratu v roce 1948 patřil k frakci loajální vůči KSČ, která v sociálně demokratické straně převzala moc. Byl agentem KSČ uvnitř sociálně demokratické strany a v 50. letech 20. století se zapojil do akce tajné komunistické policie proti bývalým sociálním demokratům. Koncem roku 1953 objížděl bývalé sociálně demokratické funkcionáře a oznamoval jim, že se z exilu vrátí Bohumil Laušman a obnoví sociální demokracii. Nikdo sice jeho výzvy nevyslyšel, ale Státní bezpečnost pak spustila vlnu zatýkání, při níž ve vězení skončilo 200 bývalých sociálních demokratů. Laušman byl mezitím unesen do Československa a uvězněn. Během věznění Bohumila Laušmana se měl podílet na tlaku na tohoto bývalého politika a měl ho přimět k tiskové konferenci inscenované jako propaganda ve prospěch československého režimu. V roce 1966 se Vojtěch Erban uvádí jako šéfredaktor nakladatelství Academia. Publikoval politickou literaturu a překládal z ruštiny.